# Chlorocebus djamdjamensis
Chlorocebus djamdjamensis — примат з роду Chlorocebus родини мавпові (Cercopithecidae).

## Опис
Є одним з найменш відомих приматів в Африці. Це короткохвостий, середніх розмірів мавпа з довгим, товстим, темно-коричневим зверху й білим знизу хутром. Цей вид має темно-сірі руки і ступні й чорношкіре лице, оточене білим хутром. Самець трохи більший за самицю. Молодь народжуються з темним хутром і рожевою шкірою обличчя, які поступово набувають забарвлення дорослих протягом перших кількох місяців після народження.

## Поширення
Ендемік високогір'я Ефіопії, де проживає на великих висотах від 2400 до 3000 м над рівнем моря в бамбуковому лісі.

## Стиль життя
Вид денний і проводить більшу частину свого часу за пошуками їжі. Сезонна наявність продовольства означає, що цей вид змінює свою дієту протягом року й в основному харчуються фруктами в сухий сезон, і пагонами бамбука і корінням у сезон дощів. Також харчується молодим листям бамбука, квітами і комахами. Зазвичай живе у великих, змішаних групах від 15 до 30 членів. Як правило, групи мають більше самиць, ніж самців, й існує ієрархія, яка визначає ранг кожного члена групи.
Дуже мало відомо про репродуктивну біологію цього виду, однак самиці роду Chlorocebus, як правило, стають статевозрілими у віці 4 років. Вагітність зазвичай триває від 163 і 165 днів, а самиці народжують під час сезону дощів одне дитинча.

## Загрози та охорона
Основною загрозою для цього виду триває втрата і деградація середовища проживання від розширення людських популяцій, вогонь, сільське господарство і вилучення лісових продуктів, таких як бамбук на пиломатеріали, дрова, вугілля. Це вид занесений до Додатка II СІТЕС і класу B Африканського Конвенції про збереження природи і природних ресурсів. Він присутній у пропонованому англ. Harena-Kokosa National Forest Reserve, який повинен бути офіційно оголошений. 